# Ermita de San Sebastián (Urteta)
La ermita de San Sebastián es un inmueble de la entidad de población española de Urteta, en la provincia de Guipúzcoa.

## Descripción
El edificio se encuentra en la entidad de población española de Urteta, en la provincia de Guipúzcoa. Aparece descrito en el decimosexto y último volumen del Diccionario geográfico-estadístico-histórico de España y sus posesiones de Ultramar de Pascual Madoz, en la entrada correspondiente a Zarauz, con las siguientes palabras:

San Sebastian de Urteta. Está á 1/2 hora de dist. del pueblo á la parte SE. Se celebra su festividad el dia 20 de enero y en el inmediato, la celebra el barrio con tamboril y danzas y alguna concurrencia del pueblo y los caserios y circunvecinos. Asiste un sacerdote á celebrar la misa cantada el dia del santo. No hay memoria de su fundacion: 6 casas tienen la administracion de sus fondos anualmente por turno.
(Madoz, 1850, p. 656)